# Cercanías Valencia

Netzplan

Cercanías Valencia (katalanisch Rodalia València) ist ein Nahverkehrssystem in der spanischen Stadt Valencia und der Region. Es wird von Renfe betrieben.
Alle sechs Linien beginnen im Bahnhof Valencia Norte. Eine Ausnahme war die Linie C4, welche in València Sant Isidre begann und mit einer Länge von 2 Kilometern die kürzeste Linie des Netzes war. Im April 2020 wurde ihr Betrieb eingestellt und der Endbahnhof Xirivella L’Alter 2021 abgebrochen. Diese Linie war der verbliebene Restabschnitt der Strecke nach Llíria, die in den letzten Jahrzehnten nur noch bis Riba-Roja de Túria bedient wurde. Diese Strecke wurde auf Meterspur umgebaut und in das Netz der Metro Valencia einbezogen.
Die Linien C1 und C2 führen in südliche Richtung, die C3 in westliche und die C5 und C6 in nördliche. Die Linie ER02 Castelló–Vinaròs ergänzt das Netz der Cercanías Valencia im Norden.
Auf den Linien C1, C2 und C6 werden elektrische Triebzüge der Reihen 447 und 464 eingesetzt. Auf den nicht elektrifizierten Linien C3 und C5 verkehren Dieseltriebzüge der Reihe 592. Die Bedienungsqualität ist nicht einheitlich. Auf den Linien C1, C2 und C6 ist der Fahrplan S-Bahn-mäßig dicht, allerdings wird er auf dem Endabschnitt wie Xátiva–Moixent spürbar ausgedünnt. Die Linien C3 und C5 in das dünner besiedelte Hinterland werden deutlich seltener bedient.

## Linien
València Nord – Gandía
 València Nord – Xàtiva – Moixent
 València Nord – Buñol – Utiel
València Sant Isidre – Xirivella L’Alter (Betrieb der Linie wurde im April 2020 eingestellt)
 València Nord – Caudiel
 València Nord – Sagunt – Castelló
 Castelló - Vinaròs (Regionalzuglinie)
Das Netz umfasst 72 Stationen.